# Abelard – Die Entmannung
Abelard – Die Entmannung ist ein deutscher Spielfilm aus dem Jahr 1977 von Franz Seitz mit Christian Kohlund, Susanne Uhlen und Anita Mally in den Hauptrollen.

## Handlung
Die Geschichte handelt von dem Münchner Tierarzt Dr. Georg Rauh und seinen erotisch-amourösen Beziehungen zu Frauen. Keine von ihnen ahnt, dass sie in Rauhs Leben lediglich eine von vielen ist. Als sich zwei der zutiefst enttäuschten Liebhaberinnen aus verletzter Eitelkeit und verletztem Stolz gegen den treulosen Liebhaber miteinander verbünden, kommt es zu einem blutigen Racheakt.
Die hübschen Münchnerinnen Andrea und Simone sind zwei recht unterschiedliche Freundinnen, die sich aber in ihren Wesen perfekt ergänzen. Beide eint ihre überhöhte Selbsteinschätzung, ihr Narzissmus, ihre Eigenliebe. Von Männern erwarten sie nur das Optimum, damit diese ihren äußerst hohen Ansprüchen genügen können. Andrea studiert an der Uni Germanistik, die etwas ältere Simone ist bereits berufstätig und stellt Reportagen für das Fernsehen her. Im Rahmen einer Paris-Reise besuchen die beiden jungen Frauen den Prominentenfriedhof Père-Lachaise und stoßen dort auch zum Grabmal von Abelard und Heloise. Die Geschichte dieses berühmten, tragischen Liebespaares aus dem 12. Jahrhundert fasziniert sie und lässt sie fortan nicht mehr los.
Wieder zurück in München, bereitet Simone eine Reportage über die Universitäts-Tierklinik vor und lernt während der Recherche Georg Rauh kennen. Wider Erwarten kann der smarte Veterinär ihren hohen Ansprüchen Männern gegenüber genügen, und daher macht sie ihn auch mit Andrea bekannt. Bei einem gemeinsamen Ausflug der Drei unterziehen die Mädchen Georg einer „Qualitätsprüfung“, stellen ihm im Rahmen eines nur scheinbar harmlos wirkenden, spaßigen Kreuzverhörs eine Fülle von Fragen. Georg besteht diesen Test bravourös, er beantwortet ungezwungen all ihre Fragen. Simone entscheidet sich daraufhin instinktiv für ihn und wird Georgs neue Freundin. Da Simone und Andrea jedoch zuletzt stets als siamesische Zwillinge auftraten, ist bald auch Andrea mit im Spiel und drängt sich, gar nicht mal in böser Absicht, sukzessive zwischen die beiden. Schließlich landet auch sie in Georgs Armen, ohne dass es deswegen zum Bruch zwischen den beiden Mädchen kommt. Obwohl alles andere als erfreut darüber, ist Simone nach einigem Murren dennoch bereit, diese Intervention Andreas zu akzeptieren, denn ihre Freundschaft zu Andrea bedeutet ihr alles.
Doch Georg ist anders als das (Ideal-)Bild, das Andrea und Simone auf ihn projiziert haben. Frauen bedeuteten für ihn bisher etwas Unkompliziertes, ein netter Zeitvertreib, nichts rasend Ernstes. Die Überhöhung, die Andrea und Simone bei ihrer Partnerwahl betreiben, ist ihm völlig fremd. Und so geschieht es, dass Georg die Schauspielerin Nana kennt und beide letztendlich zusammenkommen und ein Paar werden. Auf einer Liebesreise quer durch Irland verleben Georg und Nana unbeschwerte Tage in einem Zigeunerwagen. Beide spüren, dass aus dieser Affäre mehr erwachsen kann und wohl auch wird. Daheim in München erfahren Andrea und Simone von der neuen Konkurrenz und sind, primär aus dem Gefühl tiefer, persönlicher Kränkung heraus, außer sich vor Zorn. Sie sehen in Georgs Verhalten nichts anderes als einen schändlichen Verrat ihrer Ideale und Gefühle und dadurch zugleich ihr übermäßiges Ego und ihre Eigenliebe beschädigt. Aus dem Gefühl der ohnmächtigen Wut heraus steigern sich beide gegenseitig in eine blutige Rachephantasie hinein.
Als Georg aus Irland zurückkehrt, stellen sie ihn im Operationssaal der Tierklinik zur Rede. Die Mädchen erinnern an Abelard und dessen Leidensgeschichte. Wie hieß es einst? „...und sie schnitten meinem Leibe jenes Glied ab, mit dem ich begangen hatte, was ihnen nicht recht war!“ Praktischerweise liegen Operationsbesteck und Narkosemittel gleich parat. Mit einem Skalpell entmannen sie den treulosen Liebhaber. Als sich Simone und Andrea für ihr Verbrechen vor Gericht verantworten müssen, verteidigen sie ihre Bluttat mit Zitaten aus Abelards Briefen. Durch einen ebenso verlogenen wie infamen Appell an Nanas Edelmut und Anstand können sie diese auch noch dazu überreden, dass sie ihren kastrierten Freund und Lebensgefährten nicht verlässt.

## Produktionsnotizen
Abelard – Die Entmannung entstand 1975, passierte am 22. März 1976 die FSK-Prüfung und wurde mit großer Verspätung am 18. Februar 1977 uraufgeführt. Es gab keine Filmbauten. Für den seit dem Vorabend des Zweiten Weltkriegs als Chefkameramann tätigen Heinz Schnackertz war dies der letzte Film.

## Kritiken
„Die abstruse Geschichte wird im Rahmen einer Gerichtsverhandlung in Rückblenden geschildert. Ein zerdehntes, mit Kitsch verbrämtes Drama auf Illustrierten-Niveau.“